# Топольний Федір Пилипович
Топольний Федір Пилипович — український еколог, доктор біологічних наук, професор кафедри екології і охорони навколишнього середовища Кіровоградського національного технічного університету.

## Наукова біографія
Народився 16 лютого 1942 року в с. Тальянки, Тальнівського району Черкаської області. Закінчив Українську сільськогосподарську академію за спеціальністю агрохімія та ґрунтознавство у 1970 р. Кандидатську дисертацію — «Хіміко-генетичні особливості бурих гірсько-лісових ґрунтів Карпат і зміна їх складу і властивостей під впливом сільськогосподарського використання» захистив у 1979 р. за спеціальністю ґрунтознавство — біологічні науки у Московському державному університеті ім. М. В. Ломоносова; докторську — «Буроземи Українських Карпат: особливості генези, кислотності і хімічної меліорації» у 1991 р. за спеціальністю ґрунтознавство у Харківському державному аграрному університеті.

## Основні напрямки наукової роботи
Ґрунтознавство, кліматологія, екологія. Автор понад 100 наукових праць.

## Основні публікації
- Особливості формування клімату Кіровоградщини //Зб. Фізична географія та геоморфологія. Вип. 46. том 2. Київ, 2004. — С. 211–214.
- Сірі плями на карті ґрунтів України // Зб. Агрохімія і ґрунтознавство. Вип. 69. Харків, 2008. — С.157-161.
- Стан онкологічної захворюваності населення в уранодобувному регіоні //Вісник Харківського Національного університету ім. В. Н. Каразіна, 2008. — 801. — С. 43-51.
- Трансформація поглядів на генезу ґрунтів Карпат //Вісник Одеського національного університету. Т. 14. вип. 7. 2009. — С. 69-73.

## Нагороди
Нагороджений у 2009 році Знаком МОН України «Петро Могила» за розвиток вищої освіти.